# Massacro della scuola di Dunblane
Il massacro della scuola di Dunblane (in inglese: Dunblane school massacre) o semplicemente massacro di Dunblane fu una strage avvenuta il 13 marzo 1996 alla Primary School di Dunblane, in Scozia, dove un uomo armato, Thomas Watt Hamilton, uccise a colpi di pistola 16 scolari di età compresa tra i 5 e i 6 anni e la loro insegnante, prima di suicidarsi. Si tratta di uno dei peggiori massacri di questo genere avvenuti nel Regno Unito.

## I fatti
Alle 9.30 del mattino di mercoledì 13 marzo 1996, un uomo di 42-43 anni, Thomas Watt Hamilton, armato di quattro pistole e munito di paraorecchie, fece irruzione nella palestra della Primary School di Dunblane, dove 29 bambini della prima elementare avevano da poco cominciato l'ora di ginnastica. Hamilton estrasse una dopo l'altra le pistole che aveva in dotazione, iniziando a sparare quasi immediatamente e facendo fuoco sui bimbi e sul personale docente: la mattanza durò circa due-tre minuti. Compiuta la strage, l'uomo rivolse la pistola contro di sé e si tolse la vita. Si calcola che Hamilton usò in tutto 105 proiettili.
Nel pomeriggio, il portavoce della polizia Louis Mann comunicò che i morti, oltre all'assassino, erano 17, 16 bambini e la loro maestra, Gwen Mayor. L'insegnante, che fu uccisa con sei pallottole (di cui una le aveva sfondato l'occhio destro), e 15 bambini erano morti sul colpo, mentre un altro bambino era deceduto dopo il ricovero in ospedale I corpi dei bambini morti nel massacro furono portati nella Royal Infirmary  di Stirling per il riconoscimento da parte dei genitori. Le 12-15 persone (in gran parte bambini) rimaste ferite, tre delle quali in gravi condizioni, furono invece condotte all'ospedale di Stirling.
Per questo massacro la regina Elisabetta II d'Inghilterra proclamò il lutto nazionale.

## L'assassino
L'esecutore della strage, Thomas Watt Hamilton, covava l'idea di vendicarsi dal 1975, anno in cui, ventunenne, fu cacciato dalla Stirling Scout Group, dov'era capo scout, per il sospetto di "attenzioni particolari" nei confronti dei bambini. Da allora, Hamilton iniziò ad odiare la società  e a dedicarsi all'hobby delle armi da fuoco, anche se in questo passatempo incontrò spesso la diffidenza delle società di tiro, che sovente gli negarono la tessera. Dalla testimonianza di una vicina, che era entrata nella casa dell'assassino, si apprese che nella stanza di quest'ultimo stavano appese foto di ragazzini seminudi. Altri vicini raccontarono di aver visto molti giovani entrare ed uscire ogni giorno dalla casa di Hamilton.
Un vicino, dopo la strage disse:
Un altro vicino sottolineò invece il carattere solitario e la passione di Hamilton per le armi da fuoco:
Lo stesso Hamilton, cinque giorni prima della strage, aveva inviato un messaggio alla regina Elisabetta II, in cui c'era scritto: "Odio il mondo".

## Vittime, feriti e superstiti

### Elenco delle vittime
Oltre all'assassino suicida, le vittime furono:
- Gwen Mayor (45 anni, insegnante)
- Victoria Elizabeth Clydesdale (5 anni)
- Emma Elizabeth Crozier (5 anni)
- Melissa Helen Currie (5 anni)
- Charlotte Louise Dunn (5 anni)
- Kevin Allan Hasell (5 anni)
- Ross William Irvine (5 anni)
- David Charles Kerr (5 anni)
- Mhairi Isabel MacBeath (5 anni)
- Brett McKinnon (6 anni)
- Abigail Joanne McLennan (5 anni)
- Emily Morton (5 anni)
- Sophie Jane Lockwood North (5 anni)
- John Petrie (5 anni)
- Joanna Caroline Ross (5 anni)
- Hannah Louise Scott (5 anni)
- Megan Turner (5 anni)

### Feriti
Il ferito più grave fu un bambino di nome Coll, che rimase a lungo in coma e che, a seguito delle ferite riportate, perse la vista e l'udito all'orecchio destro.

### Superstiti
Tra i superstiti della strage, vi furono anche due future star del tennis, i fratelli Andy e Jamie Murray, all'epoca rispettivamente di otto e nove anni. I due fratelli Murray al momento della sparatoria si trovavano in palestra, ma riuscirono a salvarsi, nascondendosi sotto una cattedra. Nel 2004, Andy Murray dedicò la sua vittoria nel torneo juniores di Flushing Meadows proprio alle vittime della strage, che accomunò ai bambini caduti nella strage di Beslan. Il tennista dichiarò:
Andy Murray tornò a parlare del massacro di Dunblane nella sua autobiografia Hitting Back, pubblicata nel 2009. Parlò dell'omicida in questi termini:
Andy Murray decise però di raccontare in pubblico quanto successo il 13 marzo 1996 per la prima volta soltanto nel 2013, in un documentario della BBC.

## Commemorazioni
Una messa in ricordo delle vittime fu tenuta nell'ottobre del 1996, mentre all'interno della Cattedrale di Dunblane fu eretta una stele che ricorda il massacro.
Inoltre, nel settembre del 2004, fu aperto un centro sportivo intitolato alle vittime della strage.